# Matière de Bretagne

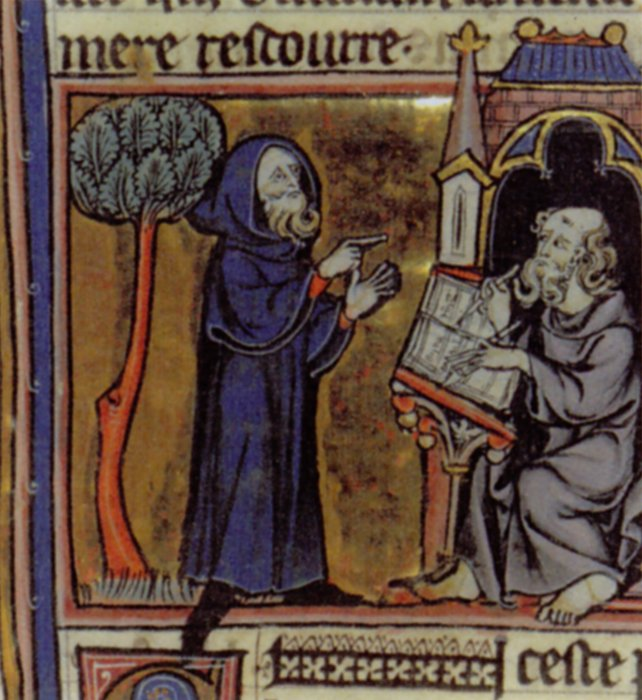
Merlijn in een Frans handschrift uit de 13e eeuw: een voorbeeld van de verspreiding van de Matière de Bretagne.

Matière de Bretagne is de benaming voor de middeleeuwse verhalencyclus die teruggaat op de Keltische geschiedenis in Groot-Brittannië en Bretagne.
In het Engels spreekt men wel van Arthurian legend (Arthurlegende), waaruit af te leiden is dat de sagen rondom het hof van de legendarische Koning Arthur de stof vormen in de Matière de Bretagne. Een ander belangrijk kenmerk van deze verhalen is de ridderroman.

## Etymologie
Het begrip Matière de Bretagne werd geïntroduceerd door de dichter Jean Bodel die leefde in de 12e eeuw. In zijn Oudfranse epos Chanson de Saisnes onderscheidt hij de Franse, de Bretonse en de Romeinse vertelstof:
Ne sont que 3 matières à nul homme atandant,
De France et de Bretaigne, et de Rome la grant.
Volgens deze indeling bestaan er dus drie verschillende thematische sagewerelden: die van Bretagne / Brittannië (Groot Bretagne dwz UK, en klein Bretagne in Frankrijk) de op de Romeinse mythologie terug te voeren Matière de Rome en de zogenaamde Matière de France die met name de ridders van Karel de Grote en hun oorlogen met de Moren en Saracenen thematiseert.

## Populair
Matière de Bretagne was de populairste verhalencyclus van de drie. Dit had waarschijnlijk te maken met de grotere vrijheid die schrijvers hadden om hun eigen ideeën in de verhalen te verwerken. Zo konden de ridders van koning Arthur de meest fantastische avonturen beleven, zoals tegen reuzen vechten of avonturen beleven rondom een zwevend schaakbord. De verhalen van de twee andere matières waren veel meer gelimiteerd. Beide hadden een beter historisch verifieerbaar onderwerp.

## Geschiedenis of fictie?
Deze fabelachtige toevoegingen aan de legende betekende niet dat de Middeleeuwers dachten dat deze verhalen geheel verzonnen waren. Integendeel, de grote lijnen van de Arthurlegende waren onomstotelijke historische 'feiten'. De basis voor de, volgens de Middeleeuwers, historische koning Arthur werd vastgelegd in Geoffrey van Monmouth's Historia Regum Britanniae wat bijdroeg aan de authenticiteit van de Arthurverhalen die lang daarvoor al werden verteld.